# Союз польського гарцерства

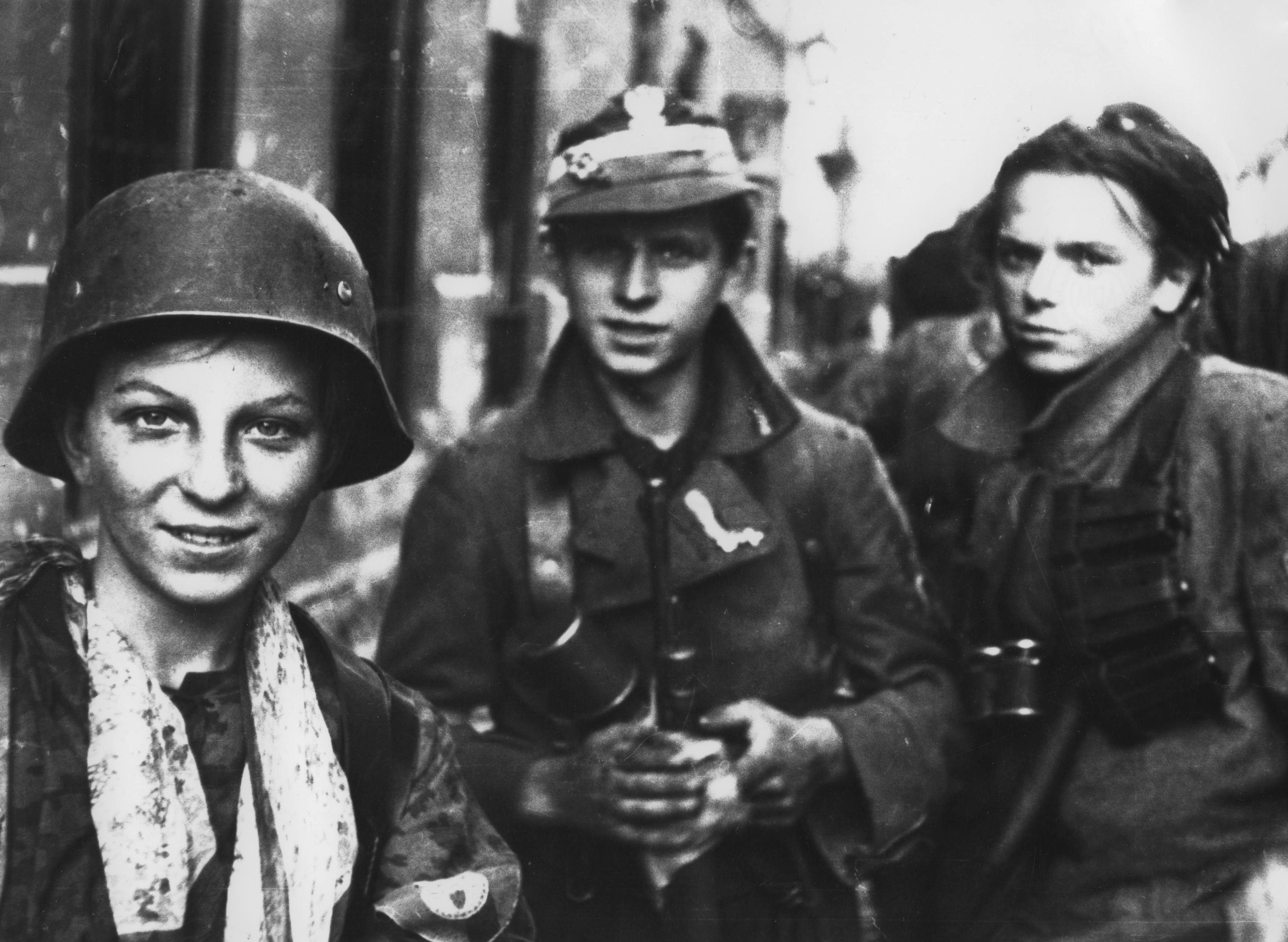
Польські скаути під час Варшавського повстання

Союз польського гарцерства, або Союз польського харцерства (ZHP, зет-га-пе, (пол. Związek Harcerstwa Polskiego =Звйонзек г(х)арцерства польскєґо) — найбільша польська скаутська організація. Виникла 1 листопада 1918 року після об'єднання дрібніших харцерських та скаутських організацій, що діяли до цього. ZHP є виховним, патріотичним, добровільним та самостійним об'єднанням для всіх без винятку.
Виховання у ZHP спирається на моральних нормах, що беруться із загальних, культурних та етичних цінностей християнства, виховуючи повагу до кожної людини.
Станом на 2007 ZHP нараховував понад 125300 осіб.

## Міжнародна діяльність
ZHP є членом-засновником найбільших міжнародних скаутських організацій — WOSM та WAGGGS. Також ZHP тісно співпрацює із іншими скаутськими організаціями, зокрема з українським Пластом та Організацією Українських Скаутів. Пласт і ZHP проводять щороку декілька спільних таборів та акцій у Польщі та Україні — найбільшою та найвідомішою є, безумовно, Вифлеємський вогонь миру.

## Інтернет
- http://www.zhp.pl Офіційна сторінка ZHP (пол.)

| Прапор Польщі | Це незавершена стаття про Польщу. Ви можете допомогти проєкту, виправивши або дописавши її. |

1. 1 2 3 4 5 6 7  https://spis.ngo.pl/197783-zwiazek-harcerstwa-polskiego
2. 1 2  https://rankingopp.pl/krs/0000094699/